# 윤경병
윤경병은 대한민국의 과학자이다.
초기에는 제올라이트 세공 속에서의 전하이동 착물 형성과 전하이동 현상을 연구하여 이 분야 발전에 기여하였고 2000년경부터 실리카 나노구슬과 제올라이트 마이크로 결정들을 각각 나노 및 마이크로 건축단위(building block)로 사용하여 이들을 화학적인 방법을 통해 2차원 및 3차원으로 정렬시키고 조직화시켜서 새로운 물질을 생성할 수 있음을 보였다.
이는 나노 및 마이크로 입자들이 화학의 새로운 건축단위 대상으로 포함될 수 있음을 보여줌과 동시에 이들의 조직화가 미래 화학의 한 분야로서 자리 잡게 되었음을 의미한다. 또한 마이크로 결정들을 합성할 때 마이크로 결정들이 합성과 동시에 스스로 정렬하여 마치 원자나 분자처럼 2차원 및 3차원으로 정렬된 수퍼결정형태로 합성될 수 있음을 보여 마이크로 입자 조직화 분야의 다양성을 보였으며 나아가 마이크로 결정들을 합성과 동시에 각 결정의 축을 특정 배향으로 배향시킬 수 있음을 보여 마이크로 입자의 조직화 분야의 중요성을 인식시켰다.
윤경병 교수는 가력수동조립(forced manual assembly)이라 불리는 획기적인 방법을 개발하여 나노 및 마이크로 입자를 매우 빠르고 쉽게 그리고 정확하게 나노 및 마이크로 입자를 조직화 시키는 방법을 개발 하는데 큰 기여를 하였다. 또한 크기가 0.1 나노미터만큼 다른 ortho-xylene과 분자들을 분리할 수 있는 완벽한 제올라이트 분자분리막 제조법을 개발하여 ortho-xylene과 para-xylene 1:1 분자 혼합물로부터 99.99%의 이상의 순도로 para-xylene을 분리해 낼 수 있음을 보였다. 2009년에 한국인공광합성연구센터를 개소하여 이 분야 연구에 매진하고 있다.

## 수상
- 2007 대한화학회 이태규학술상
- 2008 대한민국 학술원상
- 2010 한국과학상

## 주요 업적
- Electron- and Charge-Transfer Reactions within Zeolites. Chem. Rev. 1993, 93, 321-339
- Organization of Zeolite Microcrystals for Production of Functional Materials. Acc. Chem. Res. 2007, 40, 29-40
- Synthesis of Zeolite as Ordered Multi-Crystal Arrays. Science, 2003, 301, 818-821.
- Manual Assembly of Microcrystal Monolayers on Substrates. Angew. Chem. Int. Ed. 2007, 46, 3087-3090.
- Facile Organization of Colloidal Particles into Large, Perfect One- and Two-Dimensional Arrays by Dry Manual Assembly on Patterned *Substrates. J. Am. Chem. Soc. 2009, 131, 14228–14230
- Growth of Uniformly Oriented Silica MFI and BEA Zeolite Films on Substrates. Science, 2011, 334, 1533-1538